# TextEdit
Logiciel utilisé sur macOS, TextEdit permet de visualiser, créer et modifier des documents contenant une combinaison de texte multilingue, de graphismes, de tableaux, de séquences vidéo et d'autres fichiers de documents, de visualiser des fichiers HTML, de modifier du code HTML, de saisir du texte dans plusieurs langues, etc. Permet de créer et d'envoyer des documents aux formats RTF ou RTFD (RTF avec documents), Word… et depuis la dernière version (fournie avec Léopard (10.5) et Snow Leopard (10.6)), au format OpenDocument (ODT).
Jusqu'à Mac OS 9, l'encodage par défaut était « applemac ». TextEdit permet d'utiliser plusieurs encodages, et l'encodage par défaut est UTF-8 ; on peut choisir l'encodage au moment de l'enregistrement (menu déroulant Encodage format texte), ou bien dans le menu TextEdit | Préférences | Ouverture et enregistrement. Il ne permet pas d'éditer du code.